# Chlidanthus cardenasii
Chlidanthus cardenasii är en amaryllisväxtart som beskrevs av Hamilton Paul Traub. Chlidanthus cardenasii ingår i släktet Chlidanthus och familjen amaryllisväxter.
Artens utbredningsområde är Bolivia. Inga underarter finns listade i Catalogue of Life.